# Uda (okręg Jassy)
Uda – wieś w Rumunii, w okręgu Jassy, w gminie Tătăruși. W 2011 roku liczyła 1546 mieszkańców.